# Tone (1938)
El Tone fue un crucero pesado de la Armada Imperial Japonesa, cabeza de su clase junto a su gemelo Chikuma.

## Construcción y características
Originalmente diseñados como cruceros ligeros, su armamento fue incrementado de torres triples de 150 mm a torres dobles de 203 mm. Clasificados como crucero pesados, estos cambios se hicieron en razón del Tratado Naval de Washington en 1930 y la transformación ocurrió entre enero de 1934 y enero de 1935.
Muy parecidos en silueta a los cruceros clase Mogami, los Clase Tone llevaban su armamento principal en cuatro barbetas de torres dobles, dispuestas en un largo castillo de proa, confiriéndoles una característica silueta. Su velocidad era uno de los puntos más sobresalientes de estos cruceros, pudiendo alcanzar los 35 nudos. De construcción tipo reducto central, muy robusta, tenía en la popa una plataforma más extendida para maniobras de hidroaviones. Su blindaje horizontal era más bien pobre, no así su blindaje lateral de más de 100 mm.

## Historial de servicio
Junto a su gemelo, fueron usados como unidades de exploración de vanguardia de la flota y además sus aviones de reconocimiento jugaron un importante papel e intervino junto a su gemelo en casi todas las operaciones del Pacífico.
Participó en el Ataque a Pearl Harbor, el 7 de diciembre de 1941 y posteriormente en el segundo Ataque a Wake, el 22 de diciembre de 1941. En la Batalla de Midway, la catapulta de lanzamiento de los aviones de reconocimiento que cubría el sector noroeste de la isla, tuvo una falla y se lanzaron con retraso, más tarde ubicaron a la fuerza de cobertura de los portaaviones estadounidenses y sus mensajes causaron que el almirante Chuichi Nagumo tomara decisiones fatales. Este detalle fue crucial para el desarrollo negativo de la batalla para el Imperio de Japón. Participó en el Bombardeo de Darwin en Australia ocurrido el 19 de febrero de 1942, sus aparatos de reconocimiento abatieron un PBY Catalina y luego localizaron dos buques enemigos que fueron hundidos por aviones del portaaviones Akagi.
Participó en la Batalla de las Salomón Orientales y en la Batalla naval de Santa Cruz.
En 1943  tomo parte en patrullas de reconocimiento en Java y participó en la recuperación de los restos de las divisiones japonesas en las islas Attu.  Tomó parte en la escolta del acorazado Musashi en la misión de repatriación de los restos del almirante Isoroku Yamamoto.
En junio de 1944 participa como parte de la fuerza principal del almirante Toyoda en la Batalla de las Filipinas. Y en octubre de ese año participa como parte de la 7.ª división de cruceros en la Batalla del Golfo de Leyte.

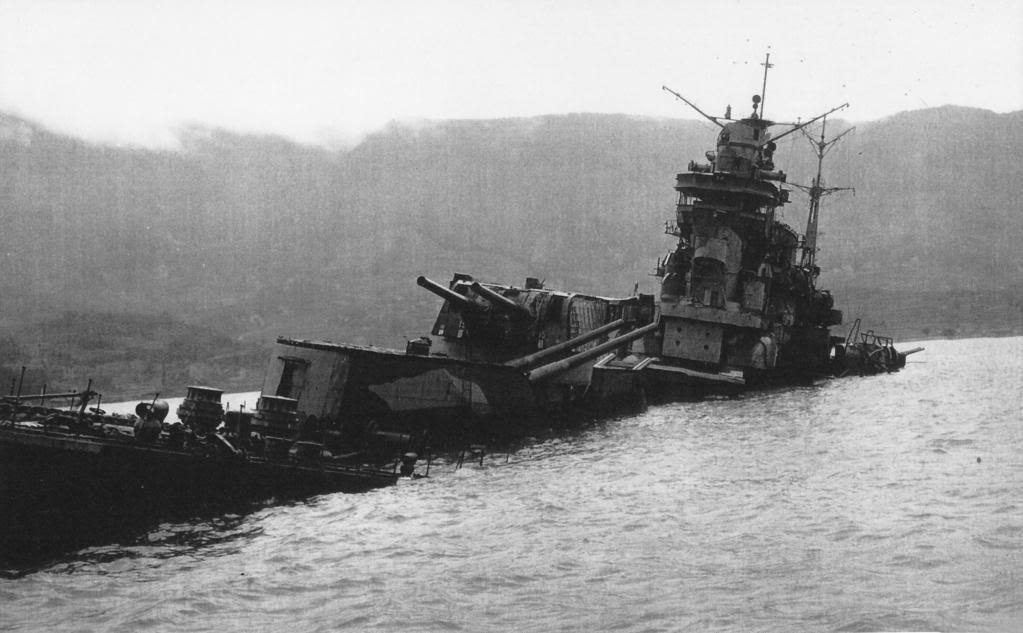
El Tone semihundido en la bahía de Etajima (julio de 1945)

El Tone resultó hundido en julio de 1945 en la bahía de Hiroshima, junto al acorazado Hyūga. Fue desguazado en 1948.